# Јавно стамбено предузеће Приштина
Јавно стамбено предузеће Приштина јесте привредно друштво чији је власник Град Приштина и функционише као правно лице локалне самоуправе у систему Републике Србије.

## Историја
Скупштина општине Приштина је 1946. године формирала Одељење за одржавање зграда, чији је задатак био очување и одржавање јавне имовине. Иако је ово одељење обављало послове по природи Предузећа, ово друго још није било основано. Званично, Стамбено предузеће у Приштини, како се првобитно звало, основано је 1964. године након формирања стамбеног фонда, који је настао од стопе од 3,35% бруто плате запослених у то време. Године 1976. Стамбено предузеће је трансформисано у Самоуправну интересну заједницу за стамбене и пословне просторе.
Након Амандмана на Устав Србије 1989. године и промене Устава Србије из 1990. године, дошло је до низа промена у правном систему Републике Србије. Дошло је и до промене назива предузећа, па су тако Самоуправна интересна заједница за становање и локална предузећа трансформисани и промењено је име у Јавно стамбено предузеће Приштина.
Насеља које је изградило Јавно стамбено предузеће Приштина:
- Насеље „Купусиште” у Приштини изграђено и пуштено у употребу 1976. године са 120 станова и 30 пословних простора,
- Насеље „Дарданиа” у Приштини грађено део по део у периоду 1978-2003, са скоро 3600 станова и 280 локала привредника,
- Насеље „Сунчана брег” у Приштини са око 2.400 станова и 180 пословних простора,
- Насеље „Сунчана брег 2” у Приштини са око 1300 станова и 80 пословних простора,
- Центар града са око 380 станова и 180 пословних простора.
- Пословна зграда Љубљанске банке у Приштини површине око 4.400,00 m².

Након рата на Косову и Метохији због новонасталих политичких околоности, предузеће је своје седиште привремено преместило у Грачаницу, а вршење претежне делеатности је постало немогуће због непостојања инфраструктуре. Инфраструктура на градском подручују Приштине је постала недоступна предузећу.